# Joe Diffie

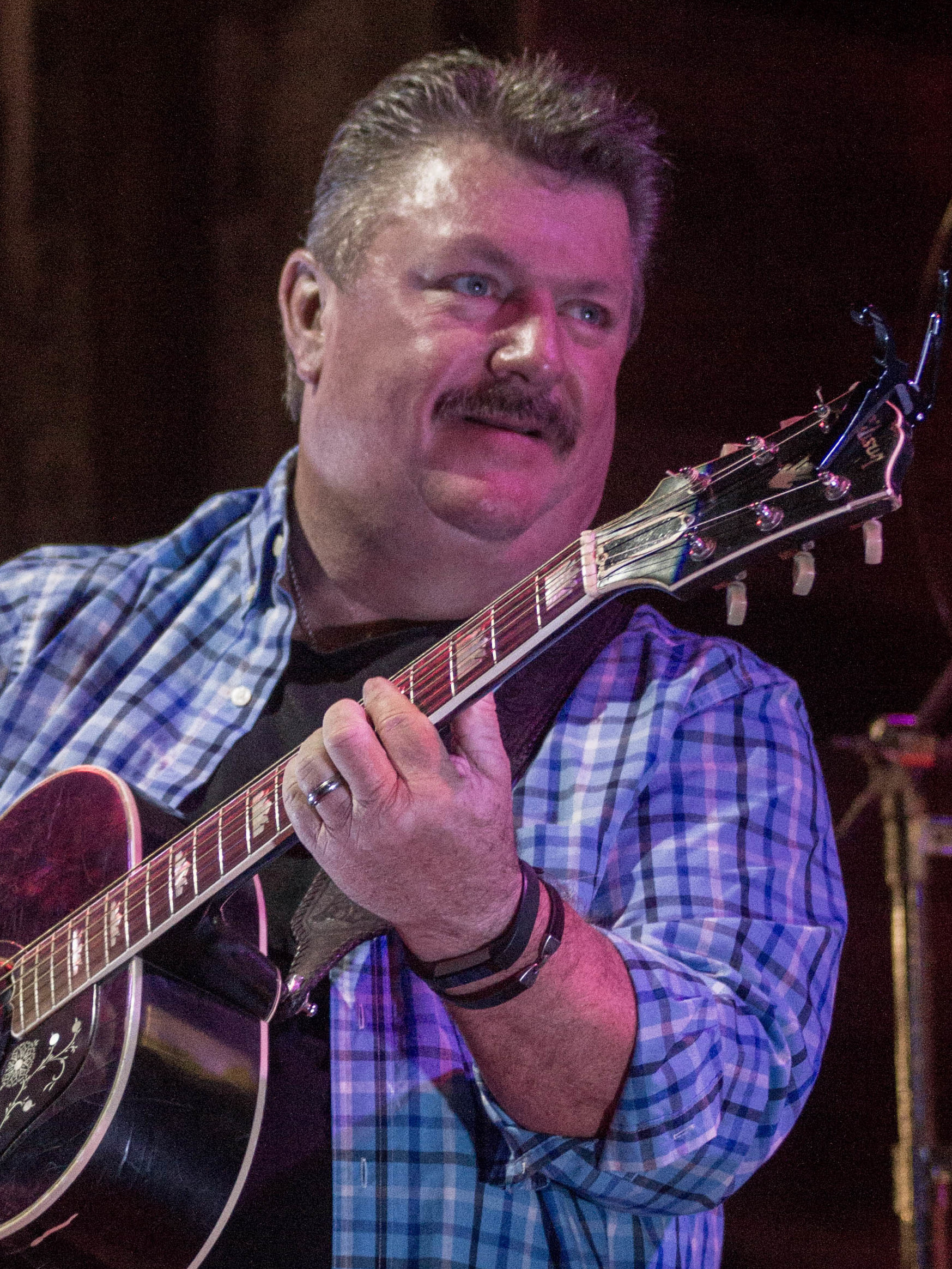
Joe Diffie (2017)

Joe Diffie (* 28. Dezember 1958 in Tulsa, Oklahoma; † 29. März 2020 in Nashville, Tennessee) war ein US-amerikanischer Country-Sänger.

## Anfänge
Joe Diffie entstammte einer musikbegeisterten Familie; beide Elternteile waren Country-Musiker. Joe selbst spielte während seiner Schulzeit in verschiedenen Bands Gospel, Rock und Bluegrass. Mit der Bluegrass-Formation „Special Edition“ erreichte er einen gewissen Bekanntheitsgrad in der örtlichen Szene. Nachdem einer seiner selbstgeschriebenen Songs von Hank Thompson aufgenommen worden war, beschloss er, sein Glück in Nashville zu versuchen.

## Karriere
In Nashville hielt er sich zunächst mit einem Job in der Fabrik für Gibson-Gitarren über Wasser. Für einen Musikverlag besang er Demo-Bänder und schaffte so einen ersten Einstieg in die Szene. 1989 spielte Holly Dunn einen Song ein, bei dem er als Co-Autor mitgewirkt hatte. Auch die Forester Sisters griffen auf sein Material zurück. Schließlich erhielt Diffie einen Schallplattenvertrag bei Epic Records.
Bereits seine erste Single Home, schaffte es auf Platz eins der Country-Charts. Es folgten drei Top-10-Hits. Sein 1992 erschienenes Album Regular Joe erreichte Goldstatus. Der zu den Neo-Traditionalisten zählende Diffie hatte sich damit in der Country-Szene etabliert. Er erhielt eine Grammy-Nominierung und weitere Auszeichnungen. Aus seinem 1994 erschienenen vierten Album, dem etwas mehr rock-orientierten Third Rock From the Sun, wurden zwei Nummer-1-Hits ausgekoppelt, der Titelsong und Pickup Man. 1995 hatte er mit der Single Bigger Than the Beatles nochmal einen Nr.-1-Erfolg in den Charts, danach ließen die Verkaufszahlen langsam nach, und auch Hitparadenerfolge wurden seltener.
2002 wurde Diffie in die Oklahoma Music Hall of Fame aufgenommen. Sein letztes Album, Tougher Than Nails, erschien 2004 bei einem unabhängigen Label. 2005 erreichte die Country-Sängerin Jo Dee Messina mit My Give a Damn’s Busted Platz Nr. 1 der Country-Charts; Diffie hatte als Co-Autor an diesem Song mitgewirkt und ihn bereits 2001 auf seinem Album In Another World veröffentlicht.
Joe Diffie verstarb am 29. März 2020 im Alter von 61 Jahren an den Folgen einer SARS-CoV-2-Infektion. An seinem vierten Todestag veröffentlichte der Countrysänger Hardy mit Hixtape, Vol. 3: Difftape ein Mixtape, bei dem insgesamt 30 Sänger/-innen 17 Titel aus Diffies Diskografie neu interpretieren.

## Diskografie

### Alben
| Jahr | Titel Musiklabel               | Höchstplatzierung, Gesamtwochen, AuszeichnungChartplatzierungen (Jahr, Titel, Musiklabel, Platzierungen, Wochen, Auszeichnungen, Anmerkungen) | Höchstplatzierung, Gesamtwochen, AuszeichnungChartplatzierungen (Jahr, Titel, Musiklabel, Platzierungen, Wochen, Auszeichnungen, Anmerkungen) | Anmerkungen                              |
| Jahr | Titel Musiklabel               | US | Country | Anmerkungen                              |
| ---- | ------------------------------ | --- | --- | ---------------------------------------- |
| 1990 | A Thousand Winding Roads Epic  | — | Country23 (61 Wo.)Country | Erstveröffentlichung: 7. September 1990  |
| 1992 | Regular Joe Epic               | US132 Gold · (12 Wo.)US | Country22 (38 Wo.)Country | Erstveröffentlichung: 14. Januar 1992    |
| 1993 | Honky Tonk Attitude Epic       | US67 Platin · (53 Wo.)US | Country10 (75 Wo.)Country | Erstveröffentlichung: 20. April 1993     |
| 1994 | Third Rock from the Sun Epic   | US53 Platin · (54 Wo.)US | Country6 (72 Wo.)Country | Erstveröffentlichung: 26. Juli 1994      |
| 1995 | Mr. Christmas Epic             | US129 (6 Wo.)US | Country24 (10 Wo.)Country | Erstveröffentlichung: 19. September 1995 |
| 1995 | Life’s So Funny Epic           | US167 Gold · (7 Wo.)US | Country28 (27 Wo.)Country | Erstveröffentlichung: 5. Dezember 1995   |
| 1997 | Twice Upon a Time Epic         | — | Country33 (8 Wo.)Country | Erstveröffentlichung: 22. April 1997     |
| 1999 | A Night to Remember Epic       | US189 (1 Wo.)US | Country23 (25 Wo.)Country | Erstveröffentlichung: 1. Juni 1999       |
| 2001 | In Another World Sony/Monument | — | Country56 (12 Wo.)Country | Erstveröffentlichung: 30. Oktober 2001   |
| 2004 | Tougher Than Nails Broken Bow  | — | Country42 (4 Wo.)Country | Erstveröffentlichung: 1. Juni 2004       |
| 2013 | All in the Same Boat Big Hit   | — | Country70 (1 Wo.)Country | mit Sammy Kershaw & Aaron Tippin         |

Weitere Alben
- 2010: Homecoming - The Bluegrass Album (Rounder / Umgd)

### Kompilationen
| Jahr | Titel Musiklabel   | Höchstplatzierung, Gesamtwochen, AuszeichnungChartplatzierungen (Jahr, Titel, Musiklabel, Platzierungen, Wochen, Auszeichnungen, Anmerkungen) | Höchstplatzierung, Gesamtwochen, AuszeichnungChartplatzierungen (Jahr, Titel, Musiklabel, Platzierungen, Wochen, Auszeichnungen, Anmerkungen) | Anmerkungen                        |
| Jahr | Titel Musiklabel   | US | Country | Anmerkungen                        |
| ---- | ------------------ | --- | --- | ---------------------------------- |
| 1998 | Greatest Hits Epic | US131 (6 Wo.)US | Country21 (31 Wo.)Country | Erstveröffentlichung: 9. Juni 1998 |
| 2002 | 16 Biggest Hits    | US38 (1 Wo.)US | Country4 (2 Wo.)Country | Charteinstieg in US erst 2020      |

Weitere Kompilationen
- 2002: Super Hits
- 2003: The Essential Joe Diffie
- 2009: The Ultimate Hits (AGR Television Records)
- 2011: Playlist: The Very Best of Joe Diffie

### Singles
| Jahr | Titel Album                                                     | Höchstplatzierung, Gesamtwochen, AuszeichnungChartplatzierungen (Jahr, Titel, Album, Platzierungen, Wochen, Auszeichnungen, Anmerkungen) | Höchstplatzierung, Gesamtwochen, AuszeichnungChartplatzierungen (Jahr, Titel, Album, Platzierungen, Wochen, Auszeichnungen, Anmerkungen) | Anmerkungen                             |
| Jahr | Titel Album                                                     | US | Country | Anmerkungen                             |
| --- | --------------------------------------------------------------- | --- | --- | --------------------------------------- |
| 1990 | Home A Thousand Winding Roads                                   | — | Country1 (20 Wo.)Country | Erstveröffentlichung: 21. August 1990   |
| 1990 | If You Want Me To A Thousand Winding Roads                      | — | Country2 (20 Wo.)Country | Erstveröffentlichung: 11. Dezember 1990 |
| 1991 | If the Devil Danced (In Empty Pockets) A Thousand Winding Roads | — | Country1 (20 Wo.)Country | Erstveröffentlichung: 2. April 1991     |
| 1991 | New Way (To Light Up an Old Flame) A Thousand Winding Roads     | — | Country2 (20 Wo.)Country | Erstveröffentlichung: 29. Juni 1991     |
| 1991 | Is It Cold in Here Regular Joe                                  | — | Country5 (20 Wo.)Country | Erstveröffentlichung: 3. Dezember 1991  |
| 1992 | Ships That Don’t Come In Regular Joe                            | — | Country5 (20 Wo.)Country | Erstveröffentlichung: 14. April 1992    |
| 1992 | Next Thing Smokin’ Regular Joe                                  | — | Country16 (20 Wo.)Country | Erstveröffentlichung: 15. August 1992   |
| 1992 | Startin’ Over Blues Regular Joe                                 | — | Country41 (13 Wo.)Country | Erstveröffentlichung: Dezember 1992     |
| 1993 | Honky Tonk Attitude                                             | — | Country5 (20 Wo.)Country | Erstveröffentlichung: 8. März 1993      |
| 1993 | Prop Me Up Beside the Jukebox (If I Die) Honky Tonk Attitude    | — | Country3 (20 Wo.)Country | Erstveröffentlichung: 19. Juli 1993     |
| 1993 | John Deere Green Honky Tonk Attitude                            | US69 (11 Wo.)US | Country5 (20 Wo.)Country | Erstveröffentlichung: 8. November 1993  |
| 1994 | In My Own Backyard Honky Tonk Attitude                          | — | Country19 (20 Wo.)Country | Erstveröffentlichung: 28. Februar 1994  |
| 1994 | Third Rock from the Sun                                         | US84 (9 Wo.)US | Country1 (20 Wo.)Country | Erstveröffentlichung: 4. Juli 1994      |
| 1994 | Pickup Man Third Rock from the Sun                              | US60 (5 Wo.)US | Country1 (20 Wo.)Country | Erstveröffentlichung: 17. Oktober 1994  |
| 1995 | So Help Me Girl Third Rock from the Sun                         | US84 (7 Wo.)US | Country2 (20 Wo.)Country | Erstveröffentlichung: 30. Januar 1995   |
| 1995 | I’m in Love with a Capital „U“ Third Rock from the Sun          | — | Country21 (12 Wo.)Country | Erstveröffentlichung: 27. Mai 1995      |
| 1995 | That Road Not Taken Third Rock from the Sun                     | — | Country40 (11 Wo.)Country | Erstveröffentlichung: 12. August 1995   |
| 1995 | Bigger Than the Beatles Life’s So Funny                         | — | Country1 (20 Wo.)Country | Erstveröffentlichung: 27. November 1995 |
| 1996 | C-O-U-N-T-R-Y Life’s So Funny                                   | — | Country23 (20 Wo.)Country | Erstveröffentlichung: 2. März 1996      |
| 1996 | Whole Lotta Gone Life’s So Funny                                | — | Country23 (20 Wo.)Country | Erstveröffentlichung: 22. Juni 1996     |
| 1997 | This Is Your Brain Twice Upon a Time                            | — | Country25 (17 Wo.)Country | Erstveröffentlichung: 8. März 1997      |
| 1997 | Somethin’ Like This Twice Upon a Time                           | — | Country40 (11 Wo.)Country | Erstveröffentlichung: 5. Juli 1997      |
| 1997 | The Promised Land Twice Upon a Time                             | — | Country61 (4 Wo.)Country | Erstveröffentlichung: Oktober 1997      |
| 1998 | Texas Size Heartache Greatest Hits                              | — | Country4 (25 Wo.)Country | Erstveröffentlichung: 23. März 1998     |
| 1998 | Poor Me Greatest Hits                                           | — | Country43 (10 Wo.)Country | Erstveröffentlichung: September 1998    |
| 1999 | A Night to Remember                                             | US38 (20 Wo.)US | Country6 (29 Wo.)Country | Erstveröffentlichung: 9. März 1999      |
| 1999 | The Quittin’ Kind A Night to Remember                           | US90 (6 Wo.)US | Country21 (23 Wo.)Country | Erstveröffentlichung: 4. September 1999 |
| 2000 | It’s Always Somethin’ A Night to Remember                       | US57 (14 Wo.)US | Country5 (37 Wo.)Country | Erstveröffentlichung: 21. Februar 2000  |
| 2001 | In Another World                                                | US66 (11 Wo.)US | Country10 (34 Wo.)Country | Erstveröffentlichung: 23. Juli 2003     |
| 2002 | This Pretender In Another World                                 | — | Country49 (6 Wo.)Country | Erstveröffentlichung: März 2002         |
| 2004 | Tougher Than Nails                                              | — | Country19 (28 Wo.)Country | Erstveröffentlichung: Mai 2004          |
| 2004 | If I Could Only Bring You Back Tougher Than Nails               | — | Country50 (8 Wo.)Country | Erstveröffentlichung: September 2004    |
| Folgende Lieder erschienen nicht als Single, wurden aber durch das Album zum Download und Streaming bereitgestellt und konnten somit eine Platzierung erlangen: |                                                                 | | |                                         |
| |                                                                 | | |                                         |
| 1995 | LeRoy the Redneck Reindeer Mr. Christmas                        | — | Country33 (13 Wo.)Country |                                         |
| 1999 | Behind Closed Doors Live at Billy Bob’s Texas                   | — | Country64 (10 Wo.)Country |                                         |
| 2023 | Pickup Man Hixtape Vol.3: Difftape                              | — | Country34 (1 Wo.)Country | mit Hixtape feat. Post Malone           |

Weitere Singles
- 2013: All in the Same Boat (mit Sammy Kershaw & Aaron Tippin)
- 2013: Girl Ridin’ Shotgun (mit D-Thrash)
- 2018: I Got This
- 2018: Quit You

### Gastbeiträge
| Jahr | Titel Album                         | Höchstplatzierung, Gesamtwochen, AuszeichnungChartplatzierungen (Jahr, Titel, Album, Platzierungen, Wochen, Auszeichnungen, Anmerkungen) | Höchstplatzierung, Gesamtwochen, AuszeichnungChartplatzierungen (Jahr, Titel, Album, Platzierungen, Wochen, Auszeichnungen, Anmerkungen) | Anmerkungen               |
| Jahr | Titel Album                         | US | Country | Anmerkungen               |
| ---- | ----------------------------------- | --- | --- | ------------------------- |
| 1992 | Not Too Much to Ask Come On Come On | — | Country15 (20 Wo.)Country | mit Mary Chapin Carpenter |
| 1998 | Same Old Train Tribute to Tradition | — | Country59 (5 Wo.)Country | mit Various Artists       |